# Sankaku-jime
Sankaku-jime (三角絞 sankakujime?), también conocida como triangle choke en inglés, es una técnica de estrangulación sanguínea usada en varios tipos de artes marciales, en la que se emplean las piernas para rodear la cabeza y un brazo del oponente en la forma de un triángulo. Este movimiento actúa como una restricción vascular lateral que hace presión sobre la arteria carótida para interrumpir el flujo de sangre al cerebro.

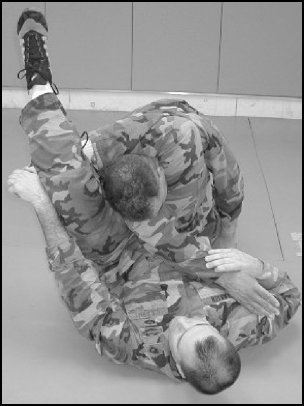
Un soldado ejecutando una estrangulación triangular a otro.

Esta técnica fue innovada originalmente en el reglamento del kosen judo, y es usada hoy en día en disciplinas como judo, jiu-jitsu brasileño y artes marciales mixtas. Es considerada una de las 36 técnicas de constricción de la lista shime-waza de la escuela Kodokan. Su invención se atribuye a Yaichibei Kanemitsu.

## Ejecución
El sankaku-jime es usado desde una posición tendida boca arriba, aplicada desde la guardia abierta. La presa sobre el brazo del oponente es un factor que influye en la frecuencia de uso de esta técnica en las artes marciales mixtas debido a la breve vulnerabilidad de un brazo mientras se ejecutan golpes contra el oponente en la posición mencionada.
La ejecución de esta técnica consiste fundamentalmente en rodear con las piernas el cuello y un brazo del oponente pasando una pierna sobre un hombro y la otra por debajo de la axila opuesta, enlazándolas detrás y haciendo presión con ellas. Existen algunas variantes de esta técnica que difieren en la colocación del oponente, ya que este puede ser apresado de cara al usuario o de espaldas a él.
Cuando es realizada correctamente, puede dejar inconsciente al rival en cuestión de menos de 10 segundos, con un tiempo de recuperación más o menos similar.

### Acción defensiva
Para escapar de un sankaku-jime, el defensor debe primero elevar la cabeza para disipar la potencia completa de la sumisión, y posteriormente apartar el brazo lejos de la oposición con la carótida. Una vez fuera del peligro inmediato de perder la consciencia, el defensor puede concentrarse en revertir la llave o escapar de ella.